# Matkasielkia (stacja kolejowa)
Matkasielkia (ros. Маткаселькя, krl. i fiń. Matkaselkä) – węzłowa stacja kolejowa w miejscowości Matkasielkia, w rejonie sortawalskim, w Karelii, w Rosji. Węzeł linii Chijtoła – Suojarwi z linią do fińskiego Joensuu.
Stacja powstała w czasach carskich. W okresie międzywojennym należała do Finlandii.

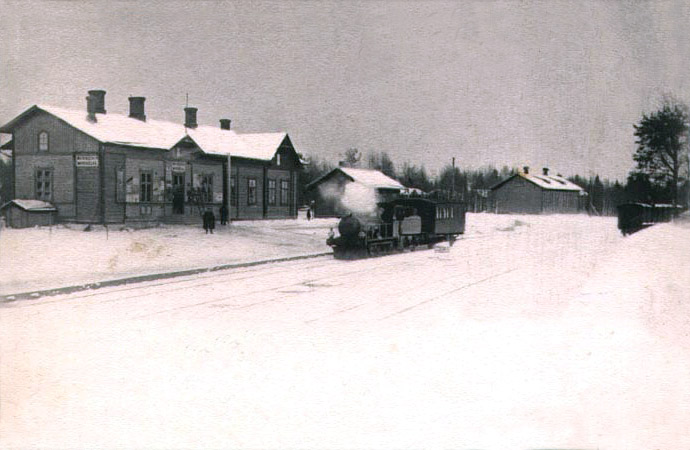
stacja w I dekadzie XX w.
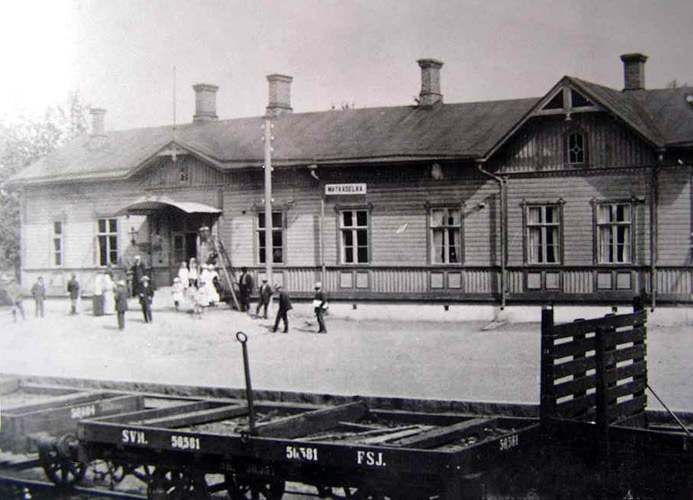
stacja w latach 20. XX w.
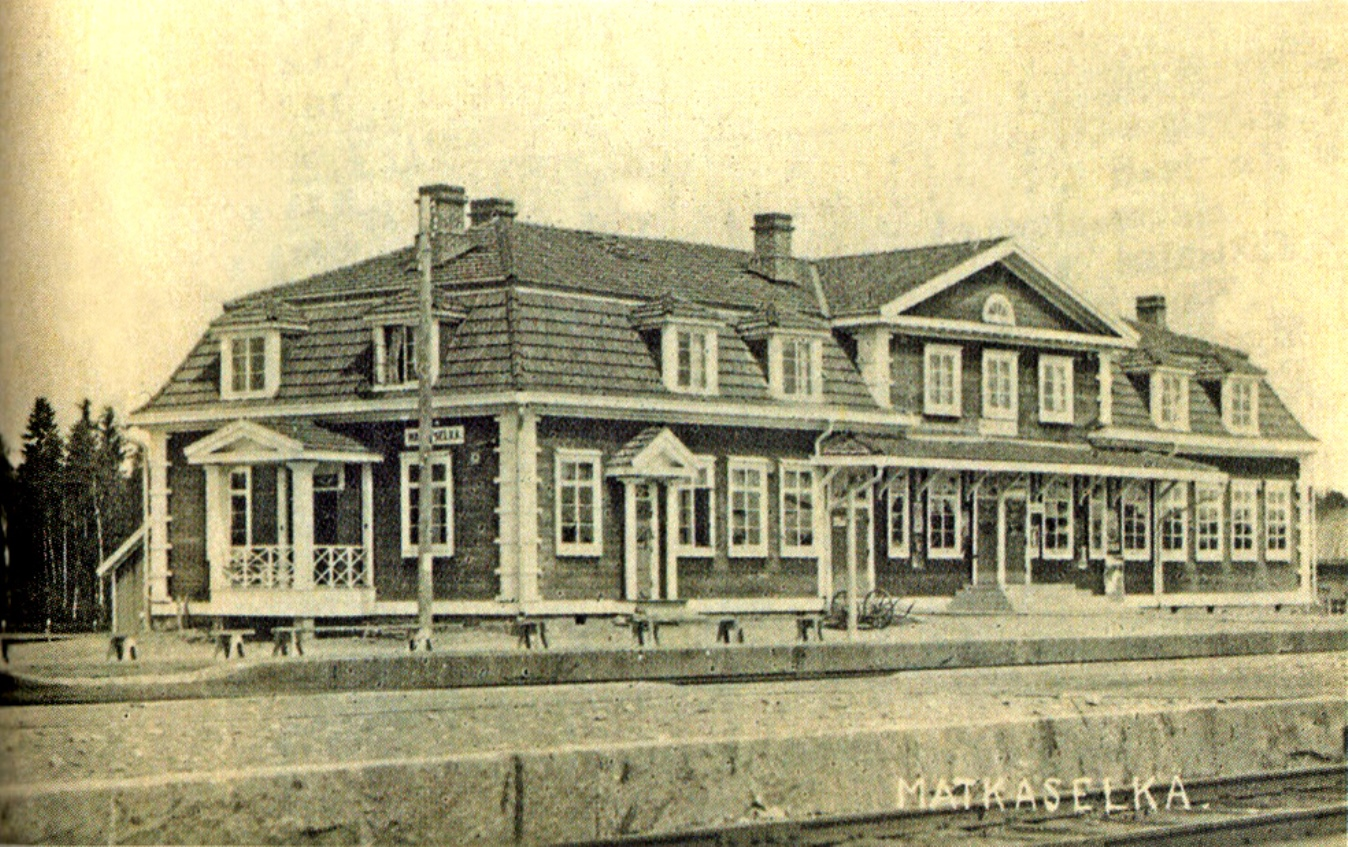
stacja w latach 30. XX w.
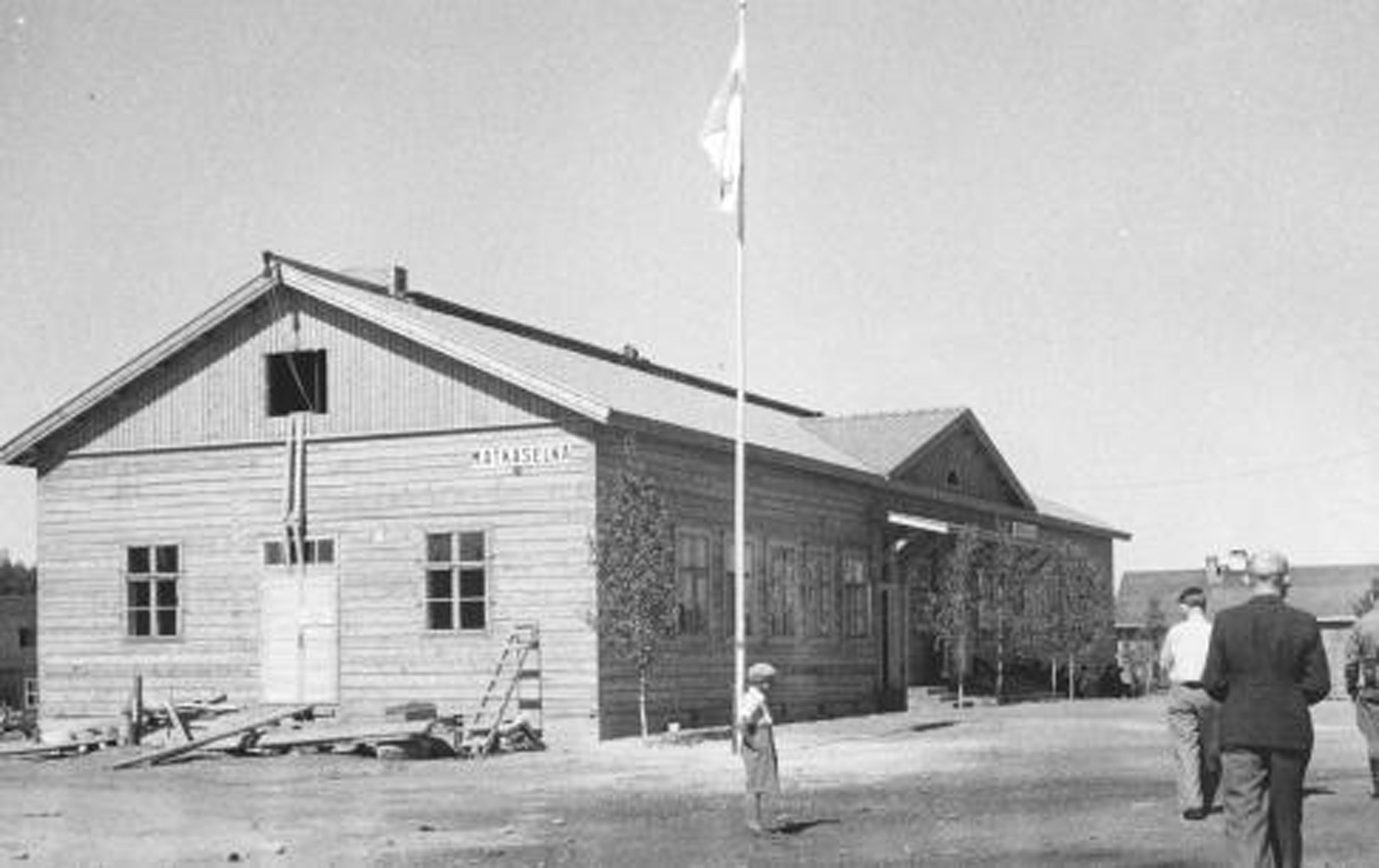
stacja w 1942